# Rocking the Cradle: Egypt 1978
Rocking the Cradle: Egypt 1978 è un album dal vivo del gruppo musicale statunitense Grateful Dead, pubblicato nel 2008. L'album fu registrato il 15 & 16 settembre 1978, presso l'Altopiano di Giza in Egitto.

## Pianificazione concerti e performance
L'idea delle esibizioni ebbe origine nel corso di una vacanza in Egitto fatta dal manager Richard Loren. A seguito di alcune ricerche in loco da parte dell'amico Jonathan Wallace e dell'incontro con Jehan Sadat, la first lady egiziana dell'epoca, Loren tornò in Egitto insieme al bassista Phil Lesh e ad Alan Trist per incontrare i rappresentanti governativi, ottenere i vari permessi e organizzare il processo logistico. Attraverso il contatto di Wallace con Joe Malone, un professore della American University of Beirut, il trio ebbe i contatti giusti con il governo egiziano. Descrivendo il piano, Phil Lesh disse: «È diventato un po' il mio progetto perché sono stato uno dei primi nella band ad essere in fissa per suonare in luoghi "potenti". Sai, potere che è stato preservato dal mondo antico. Le piramidi sono come l'ovvia scelta numero uno perché non importa quello che qualcuno pensa che potrebbero essere, c'è sicuramente una sorta di mistero e potenza nelle piramidi».
Piuttosto che far arrivare tutto l'equipaggiamento direttamente dagli Stati Uniti, fu noleggiato lo studio mobile degli Who, giunto dalla Gran Bretagna. L'entourage dei Dead montò il palco e l'attrezzatura all'aperto davanti alla Grande Sfinge di Giza, per tre serate di concerti. Le ultime due, quelle del 15 & 16 settembre 1978, furono registrate per un previsto album dal vivo.
Per una fortuita coincidenza, l'esibizione dell'ultima serata si svolse durante un'eclissi lunare totale. La Camera del Re della vicina Piramide di Cheope fu equipaggiata con un altoparlante e un microfono in un tentativo fallito di acustica con eco dal vivo. Musicista ospite fu Hamza El Din, che durante l'esecuzione della sua Ollin Arageed, venne accompagnato dagli studenti della sua scuola di Abu Simbel e dai Grateful Dead stessi. El Din apparve anche nell'album dei Grateful Dead Road Trips Volume 1 Number 4.
Lesh ricordò che durante gli spettacoli osservò "un numero crescente di figure oscure che si radunavano proprio ai margini dell'area illuminata che circondava il palco e il pubblico, non locali, poiché sembravano tutti indossare lo stesso indumento, una veste scura con cappuccio. Questi, si scoprì, erano i beduini, i cavalieri nomadi del deserto: attirati dalla musica e dalle luci ... ogni notte rimasero a ballare e ondeggiare ritmicamente per tutta la durata dei concerti". Kreutzmann disse a proposito dell'esperienza: «L'Egitto è diventato immediatamente il viaggio più grande, difficile e leggendario che abbiamo fatto durante i nostri trent'anni come band ... È stato impagabile e perfetto e, con mezzo milione di dollari, un vero affare alla fine. Anche se, un affare molto costoso».
I concerti non erano stati intesi a scopo di lucro (i proventi furono donati al Dipartimento delle antichità egizie e ad un ente di beneficenza scelto da Jehan Sadat). I costi dovevano essere compensati dalla produzione di un triplo album dal vivo, tuttavia le esibizioni non si rivelarono efficaci come pianificato, musicalmente, e vari problemi tecnici afflissero le registrazioni. L'idea dell'album dal vivo fu scartata, e il gruppo si concentrò sulla produzione di un nuovo album in studio, Shakedown Street.

## Pubblicazione
In occasione del trentesimo anniversario dell'evento, il produttore Jeffrey Norman selezionò le tracce utilizzabili con le performance migliori, soprattutto provenienti dalla serata finale, per la pubblicazione su disco. Missaggi differentI di Fire on the Mountain e Stagger Lee erano stati precedentemente inclusi nella versione estesa dell'album Shakedown Street. Rocking the Cradle: Egypt 1978 inoltre contiene un montaggio differente della performance di Hamza El Din in Ollin Arageed.
Il titolo dell'album ha un duplice significato, riferendosi sia a una culla vera e propria sia al fatto che i Grateful Dead avevano suonato musica rock in una delle culle della civiltà. La copertina è un'illustrazione opera di Alton Kelley.

## Tracce

### Disco 1
1. Jack Straw (Robert Hunter, Bob Weir) – 6:44
2. Row Jimmy (Hunter, Jerry Garcia) – 11:46
3. New Minglewood Blues (Noah Lewis) – 6:26
4. Candyman (Hunter, Garcia) – 7:29
5. Looks Like Rain (John Barlow, Weir) – 8:52
6. Stagger Lee (Hunter, Garcia) – 7:30
7. I Need a Miracle (Barlow, Weir) – 5:45
8. It's All Over Now (Bobby Womack, Shirley Womack) – 7:40
9. Deal (Hunter, Garcia) – 7:04

### Disco 2
1. Ollin Arageed (Hamza El Din) – 6:56
2. Fire on the Mountain (Hunter, Mickey Hart) – 14:06
3. Iko Iko (James "Sugar Boy" Crawford) – 7:03
4. Shakedown Street (Hunter, Garcia) – 15:31
5. Drums (Hart, Bill Kreutzmann) – 3:31
6. Space (Garcia, Keith Godchaux, Phil Lesh, Weir) – 2:26
7. Truckin' (Hunter, Garcia, Lesh, Weir) – 10:14
8. Stella Blue (Hunter, Garcia) – 8:19
9. Around and Around (Chuck Berry) – 8:21